# にほんブログ村
にほんブログ村は、ムラウチドットコムが運営する日本語ブログのコミュニティ・ランキングサイト。

## 概要
「日本にブログ文化を広める」ことを理念とする。登録者数が2007年7月11日に10万人、2008年8月2日に20万人を超えた。登録は運営審査がある。自社ブログサービス「muragon」と連動している。

## サービス内容

### コミュニティ
他のブログランキングサイトに比してマイページ機能に特徴がある。プロフィール登録して好むブログを登録すると、RSS機能のようにブログ更新情報がpingで斜め読み可能など、機能に富む。

### ランキング
細分化されたランキングはカテゴリー数が多く、2015年12月で126カテゴリー、10000超サブカテゴリーを用意する。趣味のブロガーや記事を発見し易い。

### トラコミュ
共通テーマでトラックバックが可能で、読者とブロガーともに利点を享受する。トラックバックスパムは弾かれる。